# Leonid Kuliczenko
Leonid Siergiejewicz Kuliczenko (ros. Леони́д Серге́евич Куличе́нко, ur. 15 lutego 1913 w Carycynie (obecnie Wołgograd), zm. 22 maja 1990 w Moskwie) – radziecki polityk, członek KC KPZR (1966-1986), Bohater Pracy Socjalistycznej (1973).

## Życiorys
W 1936 ukończył Stalingradzki Instytut Mechaniczny, na którym 1936-1942 był asystentem i kierownikiem działu naukowego, od 1940 w WKP(b). Od 1942 funkcjonariusz partyjny, od czerwca 1953 do 1957 II sekretarz Komitetu Obwodowego KPZR w Stalingradzie, od 1957 do stycznia 1961 I sekretarz Komitetu Miejskiego KPZR w Stalingradzie, od stycznia 1961 do stycznia 1963 ponownie II sekretarz Stalingradzkiego/Wołgogradzkiego Komitetu Obwodowego KPZR. Od grudnia 1962 do listopada 1965 przewodniczący Komitetu Wykonawczego Wołgogradzkiej Rady Obwodowej (od grudnia 1962 do grudnia 1964: Wołgogradzkiej Wiejskiej Rady Obwodowej), od 12 listopada 1965 do 24 stycznia 1984 I sekretarz Komitetu Obwodowego KPZR w Wołgogradzie. Od 8 kwietnia 1966 do 25 lutego 1986 członek KC KPZR, od stycznia 1984 do śmierci doradca przy Radzie Ministrów Rosyjskiej FSRR. 1966-1984 deputowany do Rady Najwyższej ZSRR od 7 do 10 kadencji.

## Odznaczenia
- Medal Sierp i Młot Bohatera Pracy Socjalistycznej (7 grudnia 1973)
- Order Lenina (pięciokrotnie)
- Medal „Za obronę Stalingradu”
- Medal „Za rozwój dziewiczych ziem”
- Medal 100-lecia urodzin Lenina
- Medal „Weteran pracy”